# Катувеллауны
Катувеллауны (англ. Catuvellauni) — одно из сильнейших кельтских племён в Британии, входивших в группу белгов.
Катувеллауны — что, вероятно, означает «смелые воины» или «командиры битвы», — жили к северу от Темзы на территории современных Эссекса и Миддлсекса, их центром или столицей был Верламион, затем переименованный в Веруламиум (современный Сент-Олбанс), расположенный на реке Вер. Ещё до римских завоеваний катувеллауны контактировали с римским миром, широко использовали латинские легенды, классическое искусство, а также чеканили монеты.

## История
Цезарь упоминает, что территорией, которую занимало племя катувеллаунов, правил Кассивелаун. Цезарь пишет, что до его вторжения Кассивелаун постоянно воевал с другими британскими племенами, и даже победил короля племени триновантов, наиболее могущественного в Британии в то время. Сын короля, Мандубраций, бежал к Цезарю в Галлию. Тактикой Кассивелауна было «напасть и бежать», доставляя неприятности и нанося потери римским войскам, оставляя их без продовольствия. Однако, несмотря на такие действия, Цезарю удалось выйти к Темзе. Единственное пригодное для форсирования реки место было хорошо укреплено, но римским войскам удалось преодолеть брод. Бритты были разбиты. Кассивелаун распустил большую часть своего войска, а с оставшимся вернулся к партизанской тактике ведения войны, надеясь на знание территории, мощь и скорость своих боевых колесниц.
Вожди пяти британских племён — кеномагнов, сегонтиаков, анкалитов, биброков и кассов — сдались на милость римлян и показали Цезарю местонахождения укреплений Кассивелауна, которые Цезарь осадил. Кассивелауну удалось передать воззвание четырём кентским королям — Сингеториксу, Карвилию, Таксимагулу и Сеговаксу — с призывом атаковать лагерь Цезаря. Римляне смогли отбить атаку и захватили в плен одного из военачальников, Луготорикса.
Узнав о поражении и разорении земель, Кассивелаун сдался. Ему пришлось предоставить заложников и заплатить дань. Также на трон триновантов был возвращён Мандубраций, и Кассивелаун поклялся не воевать против него. Заключив мир, Цезарь вернулся в Галлию.
Таскиован — первый правитель этого племени, оставивший своё имя на монетах. Около 20 года до н. э. Таскиован основал на реке Вер поселение Верламион (Verlamion) — «селение над болотом», служившее катувеллаунам столицей, где также чеканилась монета. Его более поздние монеты — римского стиля, на некоторых из которых есть портрет, очень напоминающий императора Августа. Среди изображений на этих монетах встречаются лошадь, всадник, Пегас, кентавр, бык, кабан и орёл. Основным местом чеканки был Веруламиум, и он обозначен на многих его монетах. Известны золотые статеры, четверть-статеры, серебряные монеты и два вида бронзовых монет.
Катувеллауны распространили свою власть на народы окружающие их земли и завоевали королевство триновантов. Приблизительно в 10 году до н. э. Таскиован чеканил монеты в Камулодуне. В дополнение к могущественному племени катувеллаунов и подчинявшемуся им королевству триновантов на юге и западе быстро укрепились королевства белгов.
После Таскиована правил его сын Кунобелин, величайший из белгских вождей. Светоний назвал его царём британцев — Britannorum rex. Он правил долго, около сорока лет, в течение которых взял под свой контроль большую часть Юго-восточной Британии. При нём было завоёвано царство триновантов. Его современником был царь триновантов Дубновеллавн, который правил в Камулодуне, но недолго. Это он был вторым ссыльным британским вождём, который вместе с Тинкоммием явился к Августу просить о защите. Его имя Август упоминает в своих Res Gestae, 32. Он был вытеснен из Камулодуна Кунобелином, и с тех пор тринованты вошли в состав усилившегося царства катувеллаунов, а монеты Кунобелина стали чеканиться в Камулодуне. Возможно, завоевание триновантов произошло в 9 году н. э. или вскоре после этой даты, когда Кунобелин воспользовался тяжёлым положением Рима в связи с катастрофическим поражением Квинтилия Вара и потерей трёх легионов в германских лесах, случившимися в этом году. Ш. Фрер полагает, что его действия были откровенным вызовом Августу. По его мнению, об антиримской политике Кунобелина свидетельствует его чекан. На его монетах появляется изображение ячменного колоса. С одной стороны, это символ сельскохозяйственного богатства и изобилия, на которых основывались процветание царства Кунобелина, а с другой стороны, это отражение намерения противопоставить британское ячменное пиво дорогим винам, которые импортировал Рим, о чём свидетельствует изображение виноградной лозы на монетах Верики. Фрер даже называет это «военной пропагандой». Впрочем, он сам замечает, что это была только пропаганда, так как сохранившиеся амфоры дают представление о том, что вино из Рима в больших количествах поступало на столы знатных представителей племени катувеллаунов.
Кунобелин сделал и дружественный жест в 16 году н. э., когда несколько морских транспортов с римскими солдатами из армии Германика были выброшены штормом на британское побережье и возвращены Кунобелином на континент.
Во времена Тиберия Кунобелин продолжал расширять свои владения, захватывая территории восточной части Кента и земли по ту сторону Темзы, на север от Кеннета. Катувеллавны не оставили в покое и царство атребатов. Эпатикк, второй сын Таскиована, захватил северную часть территорий, принадлежавших Верике, и, как показывает распределение его монет и типов керамики, обнаруженных в этих местах, сама Каллева, столица царства атребатов, оказалась во власти Эпатикка около 25 года н. э. Могущество Кунобелина в это время было таким всеобъемлющим, что это не могло произойти без его согласия. Кунобелин умер в 43 году н. э.
Катувеллауны были завоёваны римлянами в 49 году н. э. при царе Каратаке.

## Вожди
- Кассивелаун (Cassivelaunus): середина I века до н. э.
- Таскиован (Tasciovanus): около 20 года до н. э. — около 9 года н. э.
- Кунобелин (Cunobelinus), сын Таскиована: около 9 года н. э. — 43 год н. э.
- Тогодумн (Togodumnus), сын Кунобелина: 43 год н. э.
- Каратак (Caratacus), сын Кунобелина: 43—51 годы н. э.